# Socket 479

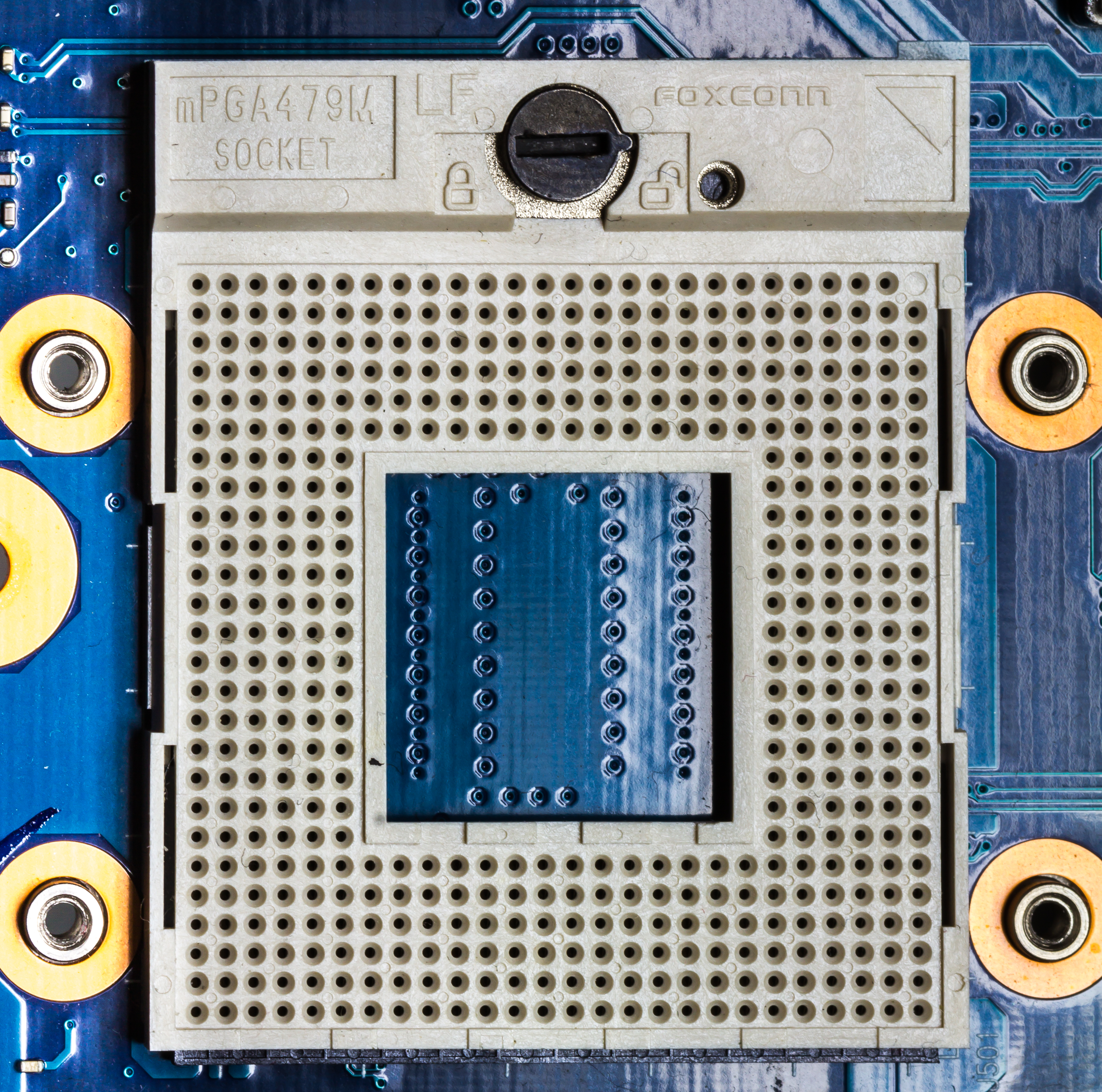
Socket 479

Socket 479 är en sockel avsedd för processorer av typen Pentium M från Intel. Sockeln har 479 stift, ett fler än socklar för Pentium 4-processorer för att dessa inte ska kunna förväxlas och monteras i fel sockel.